# Liste des comtes de Namur
Pendant plus de cinq siècles (de av. 907 à 1421), le comté de Namur était une possession territoriale héréditaire quasi autonome, mais relevant en droit du Saint-Empire romain germanique. Au cours de l'histoire, quatre maisons, l'ont gouverné. Chronologiquement, la maison de Namur (946-1196), la maison de Hainaut (1196-1212), la maison de Courtenay (1212-1263) et la maison de Flandre (1263-1429). Après la vente en viager du comté à Philippe le Bon par Jean III en 1421, le titre de « comte de Namur » se maintiendra jusqu'à la Révolution française mais il ne sera plus porté, en plus de très nombreux autres titres, que par les descendants des ducs de Bourgogne.
Durant la seconde moitié du IXe siècle, soit à la fin de l'ère carolingienne et au début de la féodalité, le pagus lomacensis (l'ancêtre du comté de Namur) était une des quatre grandes subdivisions administratives du diocèse de Liège avec les pagus qui correspondraient actuellement à la Hesbaye, au Condroz et à l'Ardenne. Il s'étendait sur toute la vallée de la Meuse de Revin à l'aval de Namur et comprenait ce qui pourrait s'apparenter de nos jours à l'entre Sambre et Meuse, la Thudinie, la Botte du Hainaut, la Thiérache et la région de Gembloux - Nivelles. Des pans entiers du pagus lomacensis étant la propriété de grandes institutions (Église de Liège, abbayes, etc.) ou de puissantes familles extérieures au pagus, les comtes de Namur ont été totalement dépossédés de ces biens, progressivement au cours des IXe et Xe siècles (ex. : abbaye de Nivelle, abbaye de Lobbe, ville de Dinant, etc.). Leur territoire ne se réduit plus, grosso modo, qu'à l'actuelle Province de Namur.

## Comtes carolingiens du comté de Lomme
- Gislebert de Maasgau, né vers 825 dans le Hainaut (Hennegau), comte de Maasgau en 841, comte du Lommegau en 866. En 846, il enlève et épouse Ermengarde, fille de l'empereur Lothaire Ier († 855), le mariage est reconnu en 849. Il meurt en 892. 
Son existence est incontestable et son lien avec le pagus lomacensis semble avéré dans la littérature depuis au moins Jean-Baptiste de Marne (1699/1756), cité lui-même par Adolphe Borgnet (1804/1875) dans son Histoire du Comté de Namur[5]. S'appuyant sur les travaux de Léon Vanderkindere et de Robert Parisot, Félix Rousseau affirme que : « En 863, sous le règne de Lothaire II, le comté est administré par un très haut personnage, Giselbert, qui en 846 avait enlevé une des filles de Lothaire Ier ... »[6]. Sa descendance aura une influence notable dans quasi toutes les dynasties territoriales de l'actuelle Belgique, qu'il s'agisse des comtés de Flandre, de Hainaut ou encore de Louvain et ducs de Brabant.
- av.907 - ap.937 : Bérenger, comte du Lommegau, comte de Maifeld. 
Selon la quasi-totalité des auteurs modernes, Bérenger est le premier comte de Namur au sens « politique et administratif » du terme, ses prédécesseurs étant soit non identifiés, soit encore itinérants, soit géraient un territoire beaucoup plus vaste dans lequel le pagus lomacensis n'était qu'une simple subdivision. Bérenger est identifié, entre autres, dans une charte de 907 citée et reproduite par Bénédicte Thiry : « In pago Lominse in comitatu Berrengarii »[7]. Ces mêmes auteurs modernes sont par contre beaucoup plus hésitant à voir en lui le réel fondateur de la Maison de Namur. Pour des historiens plus anciens, tel que par exemple Félix Rousseau, les liens de parenté entre Bérenger et Robert 1er existent mais ils ne sont pas identifiés : « Le comte Bérenger peut donc être considéré comme l'ancêtre des comtes de Namur mais il ne s'ensuit pas nécessairement que ceux-ci descendaient de lui en ligne masculine »[8]. Bérenger épouse une fille de Régnier Ier au long col († 915), comte de Hainaut, et meurt entre 937 (date du dernier document le mentionnant) et 946 (date de la première mention de Robert 1er).

### Généalogie ascendante de Bérenger selon Félix Rousseau et Henri Pirenne
|                           |                           |                           |                           |                           |                           |                      |                      |                      |                      |          |          |          |          | Charlemagne    |                |                |                |                      |                      |                      |                      |                      |                      |                     |                     |                     |                     |                     |                     |            |            |            |            |            |            |  |  |  |  |  |  |  |  |  |  |  |  |  |  |
|                           |                           |                           |                           |                           |                           |                      |                      |                      |                      |          |          |          |          |                |                |                |                |                      |                      |                      |                      |                      |                      |                     |                     |                     |                     |                     |                     |            |            |            |            |            |            |  |  |  |  |  |  |  |  |  |  |  |  |  |  |
| Comte Unroch              | Comte Unroch              | Comte Unroch              | Comte Unroch              | Comte Unroch              | Comte Unroch              |                      |                      |                      |                      |          |          |          |          | Louis le Pieux | Louis le Pieux | Louis le Pieux | Louis le Pieux | Louis le Pieux       | Louis le Pieux       |                      |                      |                      |                      |                     |                     |                     |                     |                     |                     |            |            |            |            |            |            |  |  |  |  |  |  |  |  |  |  |  |  |  |  |
| Comte Unroch              | Comte Unroch              | Comte Unroch              | Comte Unroch              | Comte Unroch              | Comte Unroch              |                      |                      |                      |                      |          |          |          |          | Louis le Pieux | Louis le Pieux | Louis le Pieux | Louis le Pieux | Louis le Pieux       | Louis le Pieux       |                      |                      |                      |                      |                     |                     |                     |                     |                     |                     |            |            |            |            |            |            |  |  |  |  |  |  |  |  |  |  |  |  |  |  |
|                           |                           |                           |                           |                           |                           |                      |                      |                      |                      |          |          |          |          |                |                |                |                |                      |                      |                      |                      |                      |                      |                     |                     |                     |                     |                     |                     |            |            |            |            |            |            |  |  |  |  |  |  |  |  |  |  |  |  |  |  |
| Evrard, marquis du Frioul | Evrard, marquis du Frioul | Evrard, marquis du Frioul | Evrard, marquis du Frioul | Evrard, marquis du Frioul | Evrard, marquis du Frioul |                      |                      | Gisèle               | Gisèle               | Gisèle   | Gisèle   | Gisèle   | Gisèle   |                |                |                |                |                      |                      | Lothaire             | Lothaire             | Lothaire             | Lothaire             | Lothaire            | Lothaire            |                     |                     |                     |                     |            |            |            |            |            |            |  |  |  |  |  |  |  |  |  |  |  |  |  |  |
| Evrard, marquis du Frioul | Evrard, marquis du Frioul | Evrard, marquis du Frioul | Evrard, marquis du Frioul | Evrard, marquis du Frioul | Evrard, marquis du Frioul |                      |                      | Gisèle               | Gisèle               | Gisèle   | Gisèle   | Gisèle   | Gisèle   |                |                |                |                |                      |                      | Lothaire             | Lothaire             | Lothaire             | Lothaire             | Lothaire            | Lothaire            |                     |                     |                     |                     |            |            |            |            |            |            |  |  |  |  |  |  |  |  |  |  |  |  |  |  |
|                           |                           |                           |                           |                           |                           |                      |                      |                      |                      |          |          |          |          |                |                |                |                |                      |                      |                      |                      |                      |                      |                     |                     |                     |                     |                     |                     |            |            |            |            |            |            |  |  |  |  |  |  |  |  |  |  |  |  |  |  |
|                           |                           |                           |                           |                           |                           |                      |                      |                      |                      |          |          |          |          |                |                |                |                |                      |                      | Irmengarde           | Irmengarde           | Irmengarde           | Irmengarde           | Irmengarde          | Irmengarde          |                     |                     | Giselbert           | Giselbert           | Giselbert  | Giselbert  | Giselbert  | Giselbert  |            |            |  |  |  |  |  |  |  |  |  |  |  |  |  |  |
|                           |                           |                           |                           |                           |                           |                      |                      |                      |                      |          |          |          |          |                |                |                |                |                      |                      | Irmengarde           | Irmengarde           | Irmengarde           | Irmengarde           | Irmengarde          | Irmengarde          |                     |                     | Giselbert           | Giselbert           | Giselbert  | Giselbert  | Giselbert  | Giselbert  |            |            |  |  |  |  |  |  |  |  |  |  |  |  |  |  |
|                           |                           |                           |                           |                           |                           |                      |                      |                      |                      |          |          |          |          |                |                |                |                |                      |                      |                      |                      |                      |                      |                     |                     |                     |                     |                     |                     |            |            |            |            |            |            |  |  |  |  |  |  |  |  |  |  |  |  |  |  |
|                           |                           |                           |                           | fille non identifiée      | fille non identifiée      | fille non identifiée | fille non identifiée | fille non identifiée | fille non identifiée |          |          | ?        | ?        | ?              | ?              | ?              | ?              |                      |                      |                      |                      |                      |                      | Régnier au Long-Col | Régnier au Long-Col | Régnier au Long-Col | Régnier au Long-Col | Régnier au Long-Col | Régnier au Long-Col |            |            |            |            |            |            |  |  |  |  |  |  |  |  |  |  |  |  |  |  |
|                           |                           |                           |                           | fille non identifiée      | fille non identifiée      | fille non identifiée | fille non identifiée | fille non identifiée | fille non identifiée |          |          | ?        | ?        | ?              | ?              | ?              | ?              |                      |                      |                      |                      |                      |                      | Régnier au Long-Col | Régnier au Long-Col | Régnier au Long-Col | Régnier au Long-Col | Régnier au Long-Col | Régnier au Long-Col |            |            |            |            |            |            |  |  |  |  |  |  |  |  |  |  |  |  |  |  |
|                           |                           |                           |                           |                           |                           |                      |                      |                      |                      |          |          |          |          |                |                |                |                |                      |                      |                      |                      |                      |                      |                     |                     |                     |                     |                     |                     |            |            |            |            |            |            |  |  |  |  |  |  |  |  |  |  |  |  |  |  |
|                           |                           |                           |                           |                           |                           |                      |                      |                      |                      |          |          |          |          |                |                |                |                |                      |                      |                      |                      |                      |                      |                     |                     |                     |                     |                     |                     |            |            |            |            |            |            |  |  |  |  |  |  |  |  |  |  |  |  |  |  |
|                           |                           |                           |                           |                           |                           |                      |                      | Béranger             | Béranger             | Béranger | Béranger | Béranger | Béranger |                |                |                |                | fille non identifiée | fille non identifiée | fille non identifiée | fille non identifiée | fille non identifiée | fille non identifiée |                     |                     |                     |                     |                     |                     | Régnier II | Régnier II | Régnier II | Régnier II | Régnier II | Régnier II |  |  |  |  |  |  |  |  |  |  |  |  |  |  |
|                           |                           |                           |                           |                           |                           |                      |                      | Béranger             | Béranger             | Béranger | Béranger | Béranger | Béranger |                |                |                |                | fille non identifiée | fille non identifiée | fille non identifiée | fille non identifiée | fille non identifiée | fille non identifiée |                     |                     |                     |                     |                     |                     | Régnier II | Régnier II | Régnier II | Régnier II | Régnier II | Régnier II |  |  |  |  |  |  |  |  |  |  |  |  |  |  |

## Maison de Namur
- av.946 - ap.974 : Robert Ier, parent du précédent. 
"... c'est le comte Robert Ier (946-974) qui est considéré comme le réel fondateur de la maison de Namur."[9] S’il est acquis que Robert Ier a eu au moins trois fils dont Albert Ier son successeur, il semble qu’il n’y ait par contre aucune information directe sur l’identité de son épouse. Par conjecture, Félix Rousseau pense qu'il pourrait s'agir d'Ermengarde, fille d'Otton, duc de Lotharingie († 944). Toujours selon Félix Rousseau, Robert Ier a eu une fille, Lutgarde, qui épousa Otton, comte de Looz, et qui serait la mère de Balderic II, évêque de Liège de 1008 à 1018.
- av.981 - 1010 : Albert Ier, fils du précédent.

marié à Adélaide/Ermengarde (975 † ap.1012), fille de Charles de Basse-Lotharingie, duc de Basse-Lotharingie
- 1010 - ap.1018 : Robert II, fils du précédent
- av.1031 - 1063 : Albert II († 1063), frère du précédent

marié à Regelinde (1012 † ap.1067), fille de Gothelon Ier de Verdun, duc de Basse-Lotharingie et Haute-Lotharingie
- 1063 - 1102 : Albert III (1027 † 1102), fils du précédent

marié à Ida de Saxe (1035 † 1102), veuve de Frédéric de Luxembourg, duc de Basse-Lotharingie
- 1102 - 1139 : Godefroi Ier (1067 † 1139), fils du précédent

marié en premières noces en 1087 à Sibylle, fille de Roger, comte de Porcien
marié en secondes noces en 1109 à Ermesinde de Luxembourg (1075 † 1143), fille de Conrad, comte de Luxembourg et de Clémence d'Aquitaine
- 1139 - 1190 : Henri Ier l'Aveugle (1112 † 1196), également comte de Durbuy, de La Roche et de Luxembourg (Henri IV), fils du précédent

marié en premières noces en 1157 à Laurette d'Alsace († 1175), fille de Thierry d'Alsace, comte de Flandre et de Marguerite de Clermont
marié en secondes noces en 1171 à Agnès de Gueldre, fille d'Henri, comte de Gueldre, et d'Agnès d'Arnstein
Sans enfant, il vendit imprudemment ses terres en viager à son beau-frère Baudouin IV de Hainaut, puis son neveu Baudouin V. Une fille lui naquit et il voulut revenir sur cette vente. Baudouin V l'attaqua et le vainquit en 1190.

### Généalogie simplifiée de la maison de Namur
|  |  |           |           |           |           |           |           | Robert I        |                 |                 |                 |                 |                 |            |           |           |           |           |           |       |       |       |       |       |       |  |  |  |  |  |  |  |  |  |  |  |  |  |  |  |  |  |  |
|  |  |           |           |           |           |           |           |                 |                 |                 |                 |                 |                 |            |           |           |           |           |           |       |       |       |       |       |       |  |  |  |  |  |  |  |  |  |  |  |  |  |  |  |  |  |  |
|  |  |           |           |           |           |           |           | Albert I        |                 |                 |                 |                 |                 |            |           |           |           |           |           |       |       |       |       |       |       |  |  |  |  |  |  |  |  |  |  |  |  |  |  |  |  |  |  |
|  |  |           |           |           |           |           |           |                 |                 |                 |                 |                 |                 |            |           |           |           |           |           |       |       |       |       |       |       |  |  |  |  |  |  |  |  |  |  |  |  |  |  |  |  |  |  |
|  |  |           |           |           |           |           |           |                 |                 |                 |                 |                 |                 |            |           |           |           |           |           |       |       |       |       |       |       |  |  |  |  |  |  |  |  |  |  |  |  |  |  |  |  |  |  |
|  |  | Robert II | Robert II | Robert II | Robert II | Robert II | Robert II |                 |                 |                 |                 |                 |                 | Albert II  | Albert II | Albert II | Albert II | Albert II | Albert II |       |       |       |       |       |       |  |  |  |  |  |  |  |  |  |  |  |  |  |  |  |  |  |  |
|  |  | Robert II | Robert II | Robert II | Robert II | Robert II | Robert II |                 |                 |                 |                 |                 |                 | Albert II  | Albert II | Albert II | Albert II | Albert II | Albert II |       |       |       |       |       |       |  |  |  |  |  |  |  |  |  |  |  |  |  |  |  |  |  |  |
|  |  |           |           |           |           |           |           |                 |                 |                 |                 |                 |                 | Albert III |           |           |           |           |           |       |       |       |       |       |       |  |  |  |  |  |  |  |  |  |  |  |  |  |  |  |  |  |  |
|  |  |           |           |           |           |           |           |                 |                 |                 |                 |                 |                 |            |           |           |           |           |           |       |       |       |       |       |       |  |  |  |  |  |  |  |  |  |  |  |  |  |  |  |  |  |  |
|  |  |           |           |           |           |           |           |                 |                 |                 |                 |                 |                 | Godefroid  |           |           |           |           |           |       |       |       |       |       |       |  |  |  |  |  |  |  |  |  |  |  |  |  |  |  |  |  |  |
|  |  |           |           |           |           |           |           |                 |                 |                 |                 |                 |                 |            |           |           |           |           |           |       |       |       |       |       |       |  |  |  |  |  |  |  |  |  |  |  |  |  |  |  |  |  |  |
|  |  |           |           |           |           |           |           |                 |                 |                 |                 |                 |                 |            |           |           |           |           |           |       |       |       |       |       |       |  |  |  |  |  |  |  |  |  |  |  |  |  |  |  |  |  |  |
|  |  |           |           |           |           |           |           | Henri l'Aveugle | Henri l'Aveugle | Henri l'Aveugle | Henri l'Aveugle | Henri l'Aveugle | Henri l'Aveugle |            |           |           |           |           |           | Alice | Alice | Alice | Alice | Alice | Alice |  |  |  |  |  |  |  |  |  |  |  |  |  |  |  |  |  |  |
|  |  |           |           |           |           |           |           | Henri l'Aveugle | Henri l'Aveugle | Henri l'Aveugle | Henri l'Aveugle | Henri l'Aveugle | Henri l'Aveugle |            |           |           |           |           |           | Alice | Alice | Alice | Alice | Alice | Alice |  |  |  |  |  |  |  |  |  |  |  |  |  |  |  |  |  |  |
|  |  |           |           |           |           |           |           | Ermesinde       |                 |                 |                 |                 |                 |            |           |           |           |           |           |       |       |       |       |       |       |  |  |  |  |  |  |  |  |  |  |  |  |  |  |  |  |  |  |

## Maison de Hainaut
- 1190 - 1195 : Baudouin Ier (1150 † 1195), qui est également comte de Hainaut (Baudouin V, 1171-1195) et de Flandre (Baudouin VIII, 1191-1194), neveu du précédent, fils de Baudouin IV de Hainaut et d'Alix de Namur.

marié en 1169 à  Marguerite Ire d'Alsace (1145 † 1194), comtesse de Flandre, fille de Thierry d'Alsace, comte d'Alsace, et de Sibylle d'Anjou.
En 1190, à la diète de Schwäbisch Hall, le comté de Namur est érigé en marche avec les comtés de Hainaut, La Roche et Durbuy, mais l'unité de ces quatre comtés ne dure pas au-delà de 1195.

Armoiries de Philippe le Noble, brisure des armes de Flandre, qui deviennent ensuite les armes de Namur.

- 1196 - 1212 : Philippe Ier le Noble, second fils du précédent.

marié en 1206 à Marie de France, fille de Philippe II Auguste et d'Agnès de Méranie

## Maison capétienne de Courtenay
- 1212 - 1226 : Philippe II (1195 † 1226), neveu du précédent, fils de Pierre II de Courtenay et de Yolande de Hainaut.
- 1226 - 1229 : Henri II (1206 † 1229), frère du précédent.
- 1229 - 1237 : Marguerite (1194 † 1270), sœur du précédent

mariée en secondes noces en 1217 à Henri Ier de Vianden († 1252), comte de Vianden
- 1237 - 1256 : Baudouin II (1217 † 1273), empereur latin de Constantinople, frère de Marguerite

marié en 1229 à Marie de Brienne (1225 † ap.1275)
En 1256, Henri V de Luxembourg prend par surprise le marquisat de Namur.

## Maison de Luxembourg
- 1256-1264 : Henri III de Namur [Henri V de Luxembourg] (1216 † 1281), comte de Luxembourg et de Namur, petit-fils de Henri Ier l'Aveugle.

marié en 1240 à Marguerite de Bar (1220 † 1275).
En 1263, Baudouin II voulant financer la défense de Constantinople vend ses droits sur le comté à Gui de Dampierre, fils de Guillaume II de Dampierre. Gui de Dampierre attaque immédiatement Henri V de Luxembourg pour conquérir Namur. Finalement, un traité de paix réconcilie les deux ennemis en 1264, et Henri cède ses droits sur Namur à sa fille, Isabelle, qui épouse Gui de Dampierre.

## Maison de Dampierre
- 1263 - 1305 : Gui de Dampierre, également comte de Flandre de 1278 à 1305

marié en premières noces à Mathilde de Béthune († 1264) ; de ce mariage sont issus les comtes de Flandre, puis les ducs de Valois-Bourgogne, dont le premier fut Philippe le Hardi ;
marié en secondes noces à Isabelle de Luxembourg (1247 † 1298), fille d'Henri III de Luxembourg et de Marguerite de Bar. En 1298, Gui de Dampierre associe son fils Jean Ier au gouvernement du comté de Namur.
- 1298 - 1330 : Jean Ier (1267 † 1330), fils du précédent et d'Isabelle de Luxembourg

marié en premières noces en 1307 à Marguerite de Clermont (1289 † 1309), fille de Robert de France, comte de Clermont, et de Béatrice, dame de Bourbon ;
marié en secondes noces en 1310 à Marie d'Artois (1291 † 1365), fille de Philippe d'Artois seigneur de Conches, et de Blanche de Bretagne.
- 1330 - 1335 : Jean II (1311 † 1335), fils aîné de Jean Ier et de Marie d'Artois.
- 1335 - 1336 : Gui II (1312 † 1336), deuxième fils de Jean Ier et de Marie d'Artois.
- 1336 - 1337 : Philippe III (1319 † 1337), quatrième fils de Jean Ier et de Marie d'Artois.
- 1337 - 1391 : Guillaume Ier (1324 † 1391), cinquième fils de Jean Ier et de Marie d'Artois

marié en premières noces avec Jeanne de Hainaut (1323 † 1350), comtesse de Soissons, fille de Jean de Hainaut, seigneur de Beaumont, et de Marguerite, comtesse de Soissons ;
marié en secondes noces en 1352 à Catherine de Savoie († 1388), fille de Louis II de Savoie, baron de Vaud, et d'Isabelle de Châlon.
- 1391 - 1418 : Guillaume II (1345 † 1418), fils du précédent et de Catherine de Savoie

marié en premières noces en 1384 avec Marie de Bar, fille de Robert Ier, duc de Bar et de Marie de France ;
marié en secondes noces en 1393 avec Jeanne d'Harcourt (1372 † 1456), fille de Jean VI, comte d'Harcourt, et de Catherine de Bourbon.
- 1418 - 1429 : Jean III († 1429), fils de Guillaume Ier et de Catherine de Savoie.

En 1421, il vend le marquisat de Namur en viager à Philippe le bon, duc de Valois-Bourgogne.

## Maison de Valois-Bourgogne
| Portrait | Nom                                    | Règne     | Notes | Armoiries |
| -------- | -------------------------------------- | --------- | --- | --------- |
|          | Philippe IV le Bon (1396 – 1467)       | 1429-1467 | Il est le fils unique du duc de Bourgogne Jean sans Peur et de Marguerite, fille du duc Albert de Bavière. Il devient comte de Namur à la mort de Jean III.                          |           |
|          | Charles Ier le Téméraire (1433 – 1477) | 1467-1477 | Fils unique de Philippe le Bon, il est le dernier homme de la maison de Valois-Bourgogne. Malgré trois différentes épouses, il n'a eu qu'un seul enfant qui était une fille.         |           |
|          | Marie de Bourgogne (1457 – 1482)       | 1477-1482 | Après Philippe II le Hardi, Jean sans Peur, Philippe III le Bon et Charles le Téméraire, elle est la cinquième et dernière duchesse de Bourgogne de la branche des Valois-Bourgogne. |           |

## Maison de Habsbourg
| Portrait | Nom                                     | Règne       | Notes | Armoiries |
| -------- | --------------------------------------- | ----------- | --- | --------- |
|          | Philippe V le Beau (1478 - 1506)        | 1482 - 1506 | Fils de Maximilien Ier et de Marie de Bourgogne. De son propre chef, il fut « duc de Bourgogne » (souverain des Pays-Bas). Par mariage avec Jeanne Ire de Castille dite Jeanne la Folle : roi de León et de Castille (1504-1506).                                                           |           |
|          | Charles II de Gand (1500 - 1558)        | 1506 - 1555 | Fils de Philippe le Beau. De son propre chef : « duc de Bourgogne » (souverain des Pays-Bas), roi des Espagnes et des Indes (Charles Ier), et autres titres. Par élection : empereur des Romains (Charles Quint).                                                                           |           |
|          | Philippe VI le Catholique (1527 - 1598) | 1555 - 1598 | Fils de Charles Quint. Roi d'Espagne (Philippe II). Il quitta définitivement les Pays-Bas pour l'Espagne en 1559. Ses successeurs n'y revinrent jamais. |           |
|          | Isabelle d'Espagne (1566 - 1633)        | 1598 - 1621 | Fille de Philippe VI, elle dirigea les Pays-Bas à titre personnel jusqu'à la mort d'Albert, puis au nom de son neveu, Philippe VII. |           |
|          | Albert d'Autriche (1559 - 1621)         | 1598 - 1621 | Fils de Maximilien II, empereur élu des Romains, neveu de Charles II de Gand, il gouverna les Pays-Bas au nom de Philippe le Catholique à partir de 1595, puis à titre personnel de son mariage avec son arrière-cousine Isabelle jusqu'à sa mort.                                          |           |
|          | Philippe VII le Grand (1605 - 1665)     | 1621 - 1665 | Fils de Philippe, lui-même fils de Philippe VI le Catholique, il hérita des Pays-Bas quand Albert mourut sans qu'Isabelle ait de descendance mâle, deux mois et demi après qu'il fut devenu roi des Espagnes et roi de Portugal (il perdra ce dernier trône lors de la révolution de 1640). |           |
|          | Charles III l'Ensorcelé (1661 - 1700)   | 1665 - 1700 | Fils de Philippe VII le Grand, il régna jusqu'en 1677 sous la régence de sa mère, Marie-Anne d'Autriche, et mourut sans héritier du fait de sa dégénérescence congénitale, ce qui entraîna la guerre de Succession d'Espagne.                                                               |           |

## Maison de Bourbon
| Portrait | Nom                                  | Règne       | Notes | Armoiries |
| -------- | ------------------------------------ | ----------- | --- | --------- |
|          | Philippe VIII le Brave (1682 - 1746) | 1700 - 1713 | Arrière-arrière-petit-fils de Philippe III (roi d'Espagne) et arrière-petit-fils de Philippe VII le Grand, il se vit léguer les Espagnes par Charles III, mais dut affronter les revendications des Habsbourg d'Autriche, à qui il céda les Pays-Bas au traité d'Utrecht (1713). |           |

## Maison de Habsbourg(1713-1780) puisMaison de Habsbourg-Lorraine
| Portrait | Nom                         | Règne       | Notes | Armoiries |
| -------- | --------------------------- | ----------- | --- | --------- |
|          | Charles IV (1685 - 1740)    | 1713 - 1740 | Arrière-arrière-arrière-petit-fils de Ferdinand Ier, frère de Charles III de Gand, il est prétendant au trône d'Espagne de 1700 à 1713 et empereur élu des Romains à partir de 1711. Il reçoit les Pays-Bas par le traité d'Utrecht, en échange de sa renonciation à l'Espagne. |           |
|          | Marie-Thérèse (1717 - 1780) | 1740 - 1780 | Fille de Charles, elle voit ses droits à la couronne d'Autriche contestés par Charles de Bavière puis s'impose en 1748 après que son époux ait été élu empereur des Romains. |           |
|          | Joseph (1741 - 1790)        | 1780 - 1790 | Fils aîné de Marie-Thérèse, il est élu empereur des Romains à la mort de son père, puis hérite des possessions de sa mère à la mort de celle-ci. Un mois avant sa mort, les Pays-Bas se révoltent contre lui et forment les États-Belgiques-Unis.                               |           |
|          | Léopold (1747 - 1792)       | 1790 - 1792 | Deuxième fils de Marie-Thérèse, il est élu empereur des Romains à la mort de son frère, puis écrase la révolution brabançonne et signe la déclaration de Pillnitz. |           |
|          | François (1768 - 1835)      | 1792 - 1795 | Fils de Léopold, élu empereur des Romains, il voit les Pays-Bas occupés (1792) puis annexés (1795) par la France, annexion qu'il reconnaît en 1797 par le traité de Campo-Formio.                                                                                               |           |

## Généalogie
- Robert Ier de Namur, 1er Comte de Namur (946-992)
  -  Albert Ier de Namur, 2e Comte de Namur (992-1010)
    -  Robert II de Namur, 3e Comte de Namur
    -  Albert II de Namur, 4e Comte de Namur
      -  Albert III de Namur, 5e Comte de Namur
        -  Godefroi Ier de Namur, 6e Comte de Namur
          - Alice de Namur
            -  Baudouin Ier de Hainaut, 8e Comte de Namur
              - Baudouin de Constantinople
                - Marguerite de Constantinople
                  -  Gui Ier de Dampierre, 15e Comte de Namur
                    - Marguerite de Dampierre
                      - Jean II de Brabant
                        - Jean III de Brabant
                          - Marguerite de Brabant
                            - Marguerite III de Flandre
                              - Jean Ier de Bourgogne
                                -  Philippe III de Bourgogne, 23e Comte de Namur
                                  -  Charles de Bourgogne, 24e Comte de Namur
                                    -  Marie de Bourgogne, 25e Comtesse de Namur ∞  Maximilien Ier de Habsbourg, 26e Comte de Namur
                                      - Philippe de Habsbourg
                                        -  Charles V de Habsbourg, 27e Comte de Namur
                                          -  Philippe II de Habsbourg, 28e Comte de Namur
                                            -  Isabelle de Habsbourg, 29e Comtesse de Namur
                                            - Philippe III de Habsbourg
                                              -  Philippe IV de Habsbourg, 30e Comte de Namur
                                                -  Charles II de Habsbourg, 31e Comte de Namur

                                              - Marie-Anne de Habsbourg
                                                - Léopold Ier de Habsbourg
                                                  -  Charles VI de Habsbourg, 32e Comte de Namur
                                                    -  Marie-Thérèse de Habsbourg, 33e Comtesse de Namur
                                                      -  Joseph II de Habsbourg-Lorraine, 34e Comte de Namur
                                                        - Extinction du titre

                    -  Jean Ier de Namur, 16e Comte de Namur
                      -  Jean II de Namur, 17e Comte de Namur
                      -  Gui II de Namur, 18e Comte de Namur
                      -  Philippe III de Namur, 19e Comte de Namur
                      -  Guillaume Ier de Namur, 20e Comte de Namur
                        -  Guillaume II de Namur, 21e Comte de Namur
                        -  Jean III de Namur, 22e Comte de Namur

              -  Philippe Ier de Hainaut, 9e Comte de Namur
              - Yolande de Hainaut
                -  Philippe II de Courtenay, 10e Comte de Namur
                -  Henri II de Courtenay, 11e Comte de Namur
                -  Marguerite de Courtenay, 12e Comte de Namur
                -  Baudouin II de Courtenay, 13e Comte de Namur

          -  Henri Ier de Namur, 7e Comte de Namur
            - Ermesinde Ier de Luxembourg
              -  Henri III de Namur, 14e Comte de Namur